# Erebia tardenota
Erebia tardenota är en fjärilsart som beskrevs av Praviel 1941. Erebia tardenota ingår i släktet Erebia och familjen praktfjärilar. Inga underarter finns listade i Catalogue of Life.